# Locro

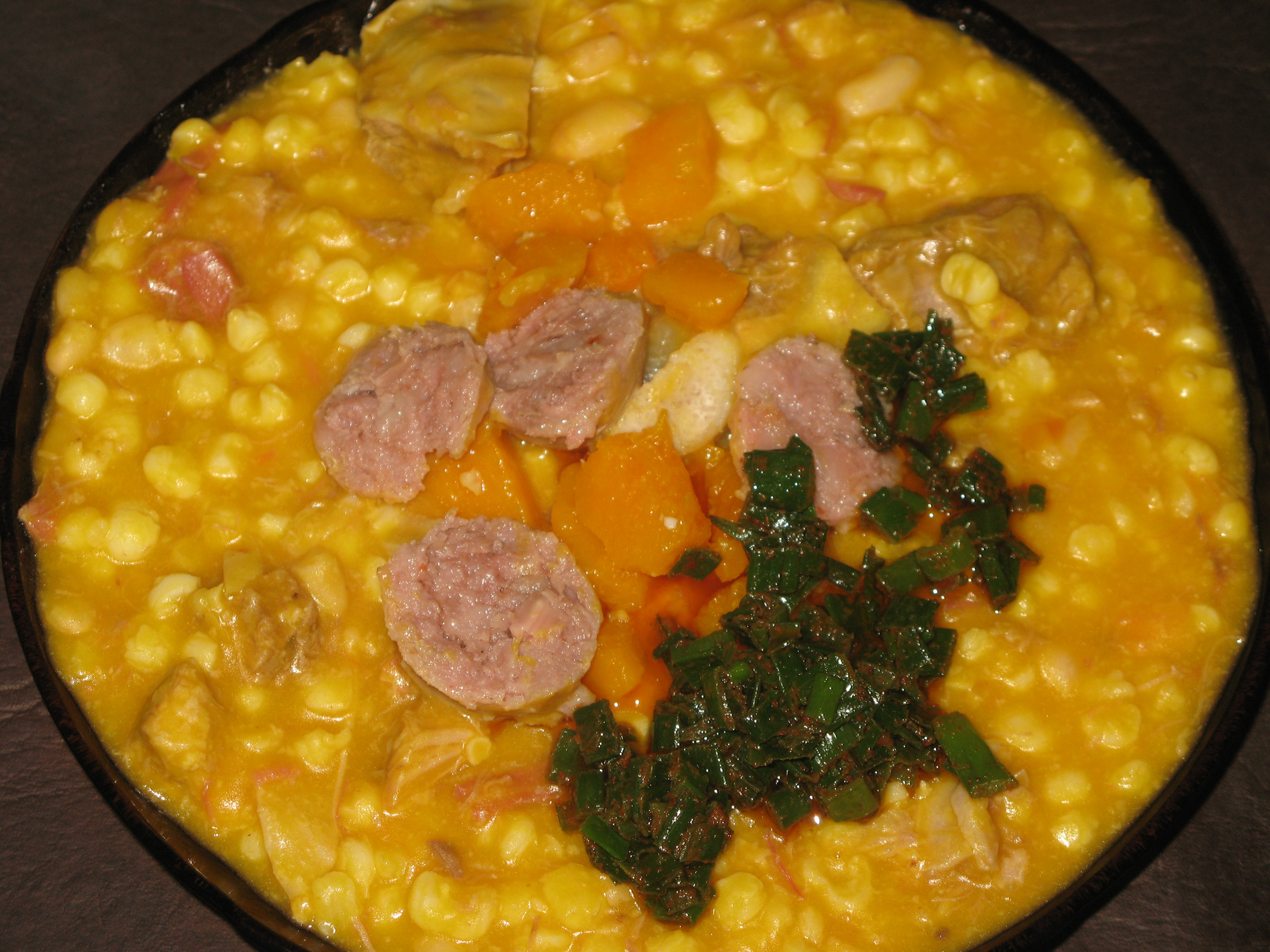
Locro Argentino.

O locro (do quíchua ruqru ou luqro) é um ensopado a base de abóbora, feijão e milho, muito consumido na região da Cordilheira dos Andes, da Argentina até o sul da Colombia, passando pelo Equador, Peru e Bolívia.